# Viciria prenanti
Viciria prenanti là một loài nhện trong họ Salticidae.
Loài này thuộc chi Viciria. Viciria prenanti được Lucien Berland & Millot miêu tả năm 1941.